# Bokklubben Skaparglädje
Bokklubben Skaparglädje är Sveriges enda hobbybokklubb. Bokklubben köptes hösten 1999 av Damm Förlag (fd Egmont Richters) från det norska Forlaget Libre Arte AS. 2007 köptes Damm Förlag av Forma Publishing Group AB och ingår nu i Forma Books.
Bokklubben Skaparglädje ger ut hobbyböcker inom många olika hobbyområden som exempelvis stickning, virkning, scrapbooking, kort & stämplar, decoupage, smyckedesign, tårtdekoration, blomsterarrangemang, akryl- och akvarellmålning, dukning, sömnad, lappteknik med mera.